# Franciscus Omichius
Franciscus Omichius, latinisiert aus Franz Omcke, auch: Omken, Omcke, Oemich, Oemichen, Oemichius, Oemeke (* um 1535 in Lippstadt; † Oktober 1591 in Güstrow) war ein deutscher Lehrer, Rektor und Schriftsteller.

## Leben und Wirken
Omichius war der Sohn des späteren Güstrower Superintendenten Gerd Omeken. Nach alten Überlieferungen soll er bei Philipp Melanchthon an der Universität Wittenberg seine Studien absolviert haben. Jedoch lässt sich sein Name in den Matrikel der Hochschule nicht nachweisen. 1566 bis 1572 war er Konrektor und ab 1572 Rektor der Domschule Güstrow. Zu Ostern 1573 wurde er an der Universität Rostock zum Magister promoviert. Auch im Wintersemester 1573/74 war er noch in Rostock immatrikuliert.
1576 führte er mit seinen Schülern auf dem Schloss Güstrow das Stück Daniel auf. 1578 erschien bei Jacob Lucius sein eigenes Schauspiel Ein neue Comoedia von Dionysii Syracusani und Damonis und Pythiae Brüderschafft. Einen Beleg für eine Aufführung in Güstrow gibt es nicht, wohl aber für eine Aufführung 1580 in Berlin. Georg Mauritius der Jüngere (Sohn von Georg Mauritius) übertrug es 1617 für eine Aufführung an der Universität Altdorf ins Lateinische. Das Stück ist zum einen der erste Beleg für eine hochdeutsche Dichtung im niederdeutschen Sprachgebiet. Andererseits hat es eine Reihe niederdeutscher Szenen als Zwischenspiele, deren Grundgestalt nicht von Omichius selber stammen, sondern die er aus anderen Dichtern entlehnt hat, wie etwa eine Strebkatzenziehen-Szene aus dem Claws Buer (1523) des Magisters Bado von Minden und aus dem Hoffteufel des Johann Chryseus (1545).
Als Theologe vertrat er eine streng lutherische Haltung, wie aus seinem letzten Werk Christlyke unde eintföldige underwysinge vor de Jungen Knaben in der Schole, einer Art Katechismus, deutlich wurde.
Sein gleichnamiger Sohn immatrikulierte sich im März 1601 an der Universität Rostock. Er wurde Mediziner und Professor an der Universität Frankfurt an der Oder, wo er 1615 auch Rektor war.

## Schriften
- Ein newe Comoedia von Dionysii Syracusani und Damonis und Pythiae Brüderschafft: Darinn der unterschied warer trewer Freundschafft und falscher heucheley. Rostock: Jakob Lucius 1578

- Lateinische Übertragung: Narratio Comica, De Amicitia Damonis Ac Pythiæ : In usum Altdorfinae Academiæ, Panegyrin 41. Anno 1617. celebrantis / Rhythmis olim Teutonicis contexta a M. Francisco Omichio, Ludimoderatore Gustroviensi. Nunc prosaoratione Latine conversa a M. Georgio Mauricio Witebergensi. Noribergae: Lochnerus 1617

- Beschreibung Einer Legation und Reise/ von Wien aus Ostereich auff Constantinopel Durch den Wolgebornen Herrn/ Herrn David Ungnadn/ Freyherrn zu Sonneck/ und Pfandsherrn auf Bleyburgk/ Auß Römischer Keyserlichen Maiestat befehlig und abforderung an den Türckischen Keyser, Anno 72. verrichtet : Darinn die Geschenck so S.G. dem Türcken/ seinen Räthen und Befehlichhabern selbst uberantwortet/ und sonsten viel schöner Historien/ Antiquiteten und Geschichte/ gar lustig zu lesen/ beschrieben unnd verfasset sein/ vormals nie außgangen. Güstrow: [Ferber] 1582

Digitalisat des Exemplars der Bayerischen Staatsbibliothek
- Christlyke unde eintföldige underwysinge vor de Jungen Knaben in der Schole. 1591